# Ultima Cena (Leonardo)
Il Cenacolo, noto anche come l'Ultima Cena, è un dipinto parietale, definito spesso impropriamente come un affresco, ottenuto con una tecnica mista "a secco" su intonaco (460×880 cm) di Leonardo da Vinci, databile al 1494-1498 e realizzato su commissione di Ludovico il Moro nel refettorio del convento adiacente al santuario di Santa Maria delle Grazie a Milano.
Si tratta della più celebre rappresentazione dell'Ultima Cena, capolavoro di Leonardo e del Rinascimento italiano in generale. Nonostante ciò, l'opera — a causa della singolare tecnica sperimentale utilizzata da Leonardo, incompatibile con l'umidità dell'ambiente — versa da secoli in un cattivo stato di conservazione, cui si è fatto fronte, per quanto possibile, nel corso di uno dei più lunghi restauri della storia, durato dal 1978 al 1999 con le tecniche più all'avanguardia del settore. In oltre 17 anni, l'Olivetti (società finanziatrice del progetto dal 1982 al 1999) sostenne per il restauro un costo di circa 7 miliardi di lire.
Dal dicembre 2014 il Ministero per i beni e le attività culturali gestisce il Museo del Cenacolo Vinciano tramite il Polo museale della Lombardia, nel dicembre 2019 divenuto Direzione regionale Musei. Nel 2019 è stato visitato da 445 728 persone, risultando essere il quindicesimo più visitato in Italia.

## Storia

### La commissione e la creazione

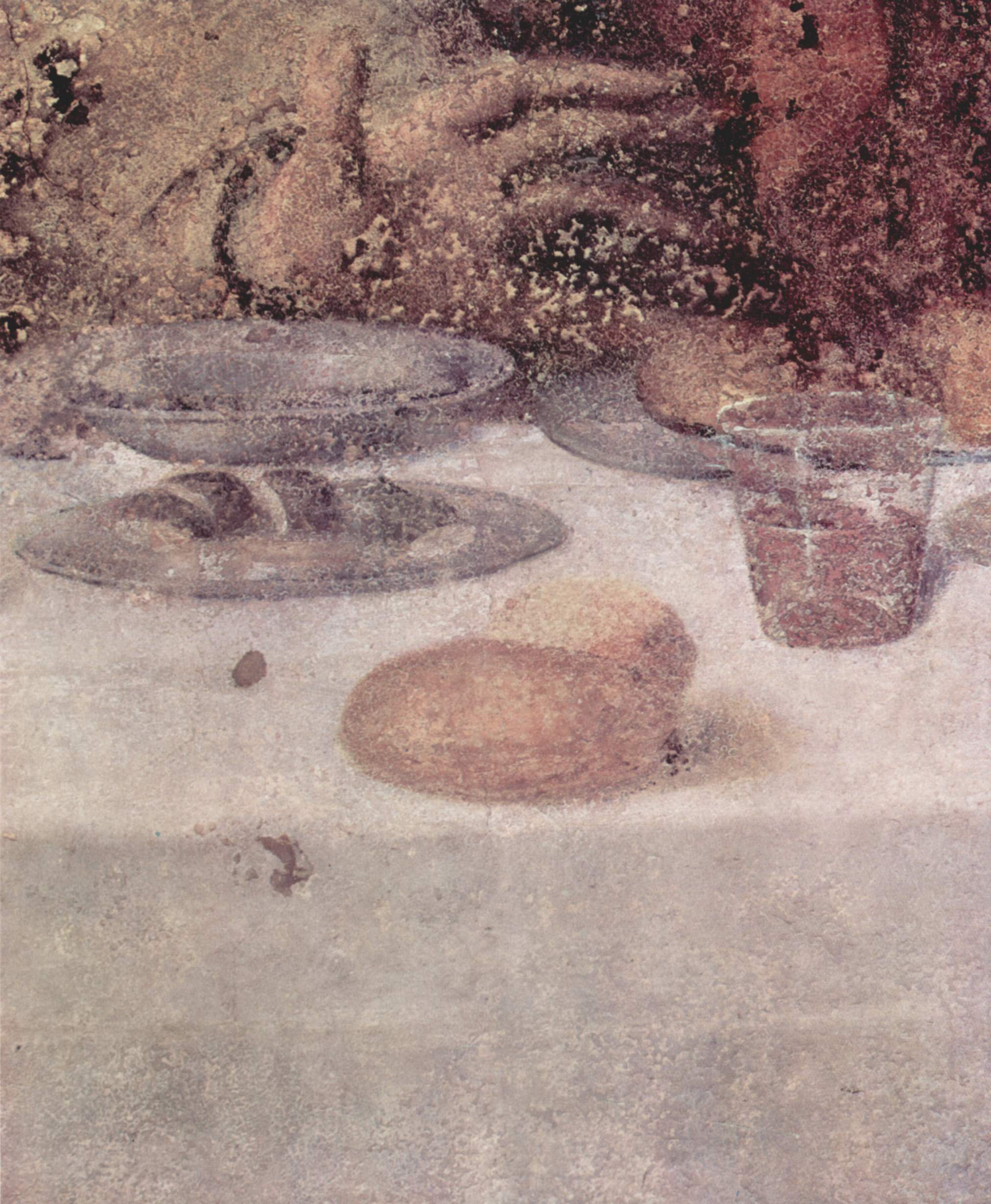
Dettaglio della tavola imbandita

Nel 1494 Leonardo da Vinci era deluso dall'abbandono forzato del progetto del monumento equestre a Francesco Sforza, a cui aveva lavorato quasi dieci anni.
Quell'anno ricevette però un altro importante incarico da Ludovico il Moro, il quale aveva infatti eletto la chiesa domenicana di Santa Maria delle Grazie a luogo di celebrazione della casata Sforza.
Il duca di Milano aveva finanziato importanti lavori di ristrutturazione e abbellimento di tutto il complesso; Donato Bramante aveva appena finito di lavorarvi, quando si decise di procedere con la decorazione del refettorio.
Venne scelta una decorazione tradizionale sui lati minori, rappresentante la Crocifissione e l'Ultima Cena.
Alla Crocifissione lavorò Donato Montorfano, che elaborò una scena di impostazione tradizionale, terminata già nel 1495.
In questa scena, Leonardo dovette rappresentare, verso il 1497, i Ritratti dei duchi di Milano con i figli, oggi scarsamente leggibili. Sulla parete opposta l'artista avviò l'Ultima Cena (o Cenacolo), che lo risollevò dalle preoccupazioni economiche e nella quale riversò tutte le conoscenze assimilate nel corso di quegli anni. Restano numerosi studi per il Cenacolo di Leonardo, tra cui la Testa di Cristo, conservata alla Pinacoteca di Brera.
Nella novella LVIII (1497) Matteo Bandello, che in quel periodo soggiornava per motivi di studio nell'edificio, fornì una preziosa testimonianza di come Leonardo lavorasse attorno al Cenacolo:
(Matteo Bandello, Novella LVIII)
Come è noto Leonardo non amava la tecnica dell'affresco, la cui rapidità di esecuzione, dovuta alla necessità di stendere i colori prima che l'intonaco asciughi imprigionandoli, era incompatibile con il suo modus operandi, fatto di continui ripensamenti, aggiunte e piccole modifiche, come testimonia dopotutto il brano di Bandello. Scelse di dipingere quindi su muro come dipingeva su tavola: i recenti restauri hanno permesso di appurare che l'artista, dopo aver steso un intonaco piuttosto ruvido, soprattutto nella parte centrale, e steso le linee principali della composizione con una specie di sinopia, lavorò al dipinto usando una tecnica tipica della pittura su tavola. La preparazione era composta da una mistura di carbonato di calcio e magnesio uniti da un legante proteico; prima di stendere i colori l'artista interponeva un sottile strato di biacca (bianco di piombo), che avrebbe dovuto far risaltare gli effetti luminosi. In seguito venivano stesi i colori a secco, composti da una tempera grassa realizzata probabilmente emulsionando all'uovo oli fluidificanti.
Questa tecnica permise la particolare ricchezza della pittura, con una serie di piccole pennellate quasi infinite e una raffinata stesura tono su tono, che consentì una migliore unità cromatica, una resa delle trasparenze e degli effetti di luce, e una cura estrema dei dettagli, visibili solo da distanza ravvicinata; ma fu anche all'origine dei problemi conservativi, soprattutto in ragione dell'umidità dell'ambiente, confinante con le cucine.
L'opera era già terminata nel 1498, quando Luca Pacioli in data 4 febbraio di quell'anno la ricordò come compiuta.

### Le copie

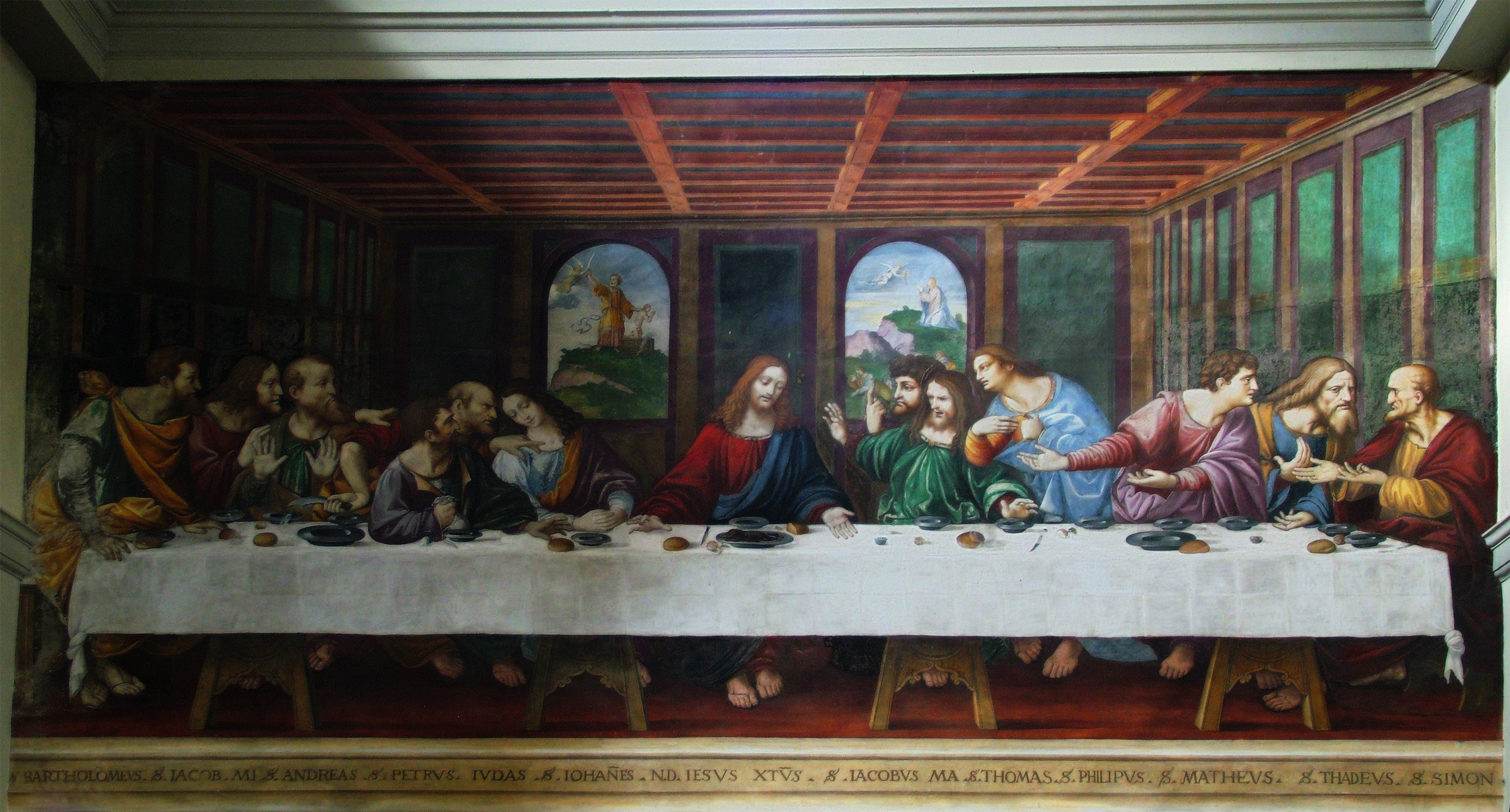
Copia dell'Ultima Cena (1550 circa) a Ponte Capriasca, chiesa di Sant'Ambrogio

La fama del Cenacolo vinciano è testimoniata, oltre che dalle fonti scritte, dalle numerose copie che se ne fecero, sia a grandezza naturale (affreschi, tele e tavole), sia su supporti leggeri, come disegni e incisioni o anche attraverso sculture. Queste copie appaiono oggi particolarmente preziose per capire come il dipinto dovesse figurare in origine.
Tra le opere a grandezza naturale spicca, per pregio e antichità, la copia del Giampietrino, assistente di Leonardo, opera proveniente dalla Certosa di Pavia (1520 circa). Acquistata nel 1821 dalla Royal Academy di Londra, fu esposta per 25 anni al Magdalen College di Oxford, per poi ritornare alla Royal Academy nel 2017 dove si trova tuttora esposta, sebbene tagliata nella parte superiore.
Un'altra ancora, leggermente più piccola, è quella attribuita a Marco d'Oggiono a olio su tela (549×260 cm, 1520 circa) ora al Musée de la Renaissance nel castello di Écouen, poco a nord di Parigi, di proprietà del Louvre. Anche il museo dell'Ermitage di San Pietroburgo ne possiede una, attribuita genericamente a un "artista lombardo" del XVI secolo, forse l'unica in cui appare chiaramente il soffitto come doveva essere in origine, con i lacunari contornati da sottili righe colorate.
Tra le copie, c'è quella a mosaico e di identica grandezza, realizzata da Giacomo Raffaelli su commissione del viceré Eugenio Beauharnais che intendeva donarla a Napoleone I per il Louvre, ma che oggi si conserva nella chiesa dei Minoriti di Vienna. Un'altra copia è esposta nel Da Vinci Museum dell'abbazia belga di Tongerlo. In Ticino esiste una copia di un anonimo allievo di Leonardo nella chiesa parrocchiale di Ponte Capriasca, vicino a Lugano (1550 circa). A Torino, nella cattedrale di San Giovanni Battista, sulla parete opposta all'altare maggiore, è presente una copia dell'Ultima Cena di Leonardo Da Vinci, opera del pittore vercellese Luigi Cagna. Ulteriore copia è quella rinvenuta nel convento dei Cappuccini a Saracena, in Calabria. L'affresco dell'Ultima Cena calabrese, di cui sono ignoti sia l'autore che la data di realizzazione, si trova nel refettorio del complesso conventuale.
Per quanto riguarda le sculture, vanno ricordate la copia nella cappella di Santa Kinga, scolpita nella roccia salina della miniera di sale di Wieliczka, e la vara della Cena di Caltanissetta, realizzata da Francesco e Vincenzo Bianchi.

### Il degrado
Appena terminato il dipinto, Leonardo si accorse che la tecnica che aveva utilizzato mostrava subito i suoi gravi difetti: nella parte a sinistra in basso si intravedeva già una piccola crepa. Si trattava solo dell'inizio di un processo di disgregazione che sarebbe continuato inesorabile nel tempo; già una ventina di anni dopo la sua realizzazione, il Cenacolo presentava danni molto gravi, tanto che Vasari, che la vide nel maggio del 1566, scrisse che "non si scorge più se non una macchia abbagliata". Per Francesco Scannelli, che scriveva nel 1642, dell'originale non era rimasto altro che poche tracce delle figure, e anche quelle tanto confuse che non se ne poteva ricavare alcun'indicazione sul soggetto.
Le cause che provocarono quel degrado inarrestabile erano legate all'incompatibilità della tecnica utilizzata con l'umidità della parete retrostante, esposta a nord (che è il punto cardinale più facilmente attaccabile dalla condensa) e confinante con le cucine del convento, con frequenti sbalzi di temperatura; lo stesso refettorio era poi interessato dagli effluvi e dai vapori dei cibi distribuiti.
Per capire quanto siano stati devastanti i danni basta confrontare l'originale con una delle numerose copie dell'opera, come quella del Giampietrino: l'idea è quella che, ragionevolmente, i colori originali fossero sostanzialmente simili a quelli visibili nella copia, molto più brillanti e accesi.
L'opera subì numerosi tentativi di restauro nel tempo, che cercarono di porre rimedio ai danni, stabilizzando le cadute e spesso, provvedendo a vere e proprie ridipinture. Si tentò soprattutto di evidenziare i contorni offuscati, per recuperare la leggibilità generale, e di tamponare i fenomeni di degrado. Kenneth Clark, nell'introduzione al catalogo della mostra Studi per il Cenacolo, scrisse che in molti casi gli apostoli che vediamo oggi non sono più quelli dipinti da Leonardo: «Pietro, con la fronte bassa da criminale, è una delle figure che disturbano di più nell'intera composizione; ma le copie mostrano che la sua testa era in origine piegata indietro e vista di scorcio. Il restauratore non è stato capace di seguire questo difficile brano di disegno e così ne è uscita una deformità. Lo stesso insuccesso si verifica quando si tratta di avere a che fare con pose non comuni come quelle delle teste di Giuda e di Andrea. Le copie mostrano che Giuda era prima in profìl perdu, un fatto confermato dal disegno di Leonardo a Windsor. Il restauratore l'ha rigirato, collocandolo in netto profilo e pregiudicandone così l'effetto sinistro. Andrea era quasi di profilo; il restauratore l'ha portato a una veduta convenzionale di tre quarti. E inoltre ha trasformato il dignitoso vecchio in un tipo spaventoso di ipocrisia scimmiesca. La testa di Giacomo Minore è interamente opera del restauratore, che con essa dà la misura della propria inettitudine».
All'inizio del XIX secolo le truppe napoleoniche trasformarono il refettorio in bivacco e stalla. Negli anni dieci del Novecento il pittore Luigi Cavenaghi reincollò le particelle che si andavano staccando dal muro.
Danni ancora più gravi vennero causati durante la seconda guerra mondiale, quando il convento venne bombardato nell'agosto del 1943: venne distrutta la volta del refettorio, ma il Cenacolo rimase salvo tra cumuli di macerie, protetto solo da un breve tetto e da una difesa di sacchi di sabbia, rimanendo esposto per vari giorni ai rischi causati dagli agenti atmosferici.

### L'ultimo restauro
Nel 1977, dopo molti studi e ricerche, prese il via un grande e delicato progetto di restauro. Un'operazione destinata a durare più di un ventennio, e a mobilitare scienziati, critici d'arte e restauratori di tutto il mondo. La superficie del Cenacolo era ormai ovunque scrostata e lesionata; in milioni di interstizi microscopici si era infilata la polvere, trattenendo l'umidità delle pareti, e creando così le condizioni per la graduale e inesorabile scomparsa del dipinto.
Nel lavoro di ripulitura ci si è resi conto che il Cenacolo era stato in parte spalmato di cera per essere predisposto al distacco: un distacco che non fu mai eseguito. L'impiastro di colle, resine, polvere, solventi e vernici, sovrapposte nei secoli in maniera disomogenea, avevano peggiorato notevolmente le condizioni, già di per sé molto delicate, della pellicola pittorica, consegnando ormai alla fine degli anni settanta un Cenacolo che sembrava irreparabilmente compromesso. Solo una meticolosa e rigorosa opera di restauro, sostenuta da rilievi ed esami tecnologici approfonditi, ha permesso di restituire all'umanità uno dei capolavori della storia dell'arte più travagliati.
Tra le tante scoperte insperate, si è trovato il buco di un chiodo piantato in corrispondenza della testa del Cristo: qui Leonardo aveva appeso i fili per disegnare l'andamento di tutta la prospettiva (punto di fuga). Si sono riscoperti anche i piedi degli apostoli sotto il tavolo, ma non quelli di Cristo: questa parte fu infatti distrutta nel XVII secolo dall'apertura di una porta che serviva ai frati per collegare il refettorio con la cucina.
Tra i particolari più deteriorati e irrecuperabili si segnala la parte inferiore del viso di Giovanni dove, come scrive la restauratrice Pinin Brambilla, le narici e la bocca erano ormai "ridotte a piccoli tratti scuri". Pure il soffitto della scatola prospettica che vediamo oggi non è l'originale dipinto da Leonardo ma frutto di un totale rifacimento settecentesco che sempre secondo la restauratrice "non rispetta il sapore e il ritmo leonardeschi". Dell'originale rimane traccia solo in una sottile fascia a destra, che evidenzia come i cassettoni in origine fossero più larghi, profondi e caratterizzati da modanature con sottili fasce rosse e lacunari dal fondo blu-azzurro.
L'opera è stata dichiarata nel 1980 patrimonio dell'umanità dall'UNESCO, e insieme con essa vengono protetti anche la chiesa e il limitrofo convento domenicano (la motivazione della nomina dei due edifici fa esplicita menzione del dipinto).
Il restauro è stato concluso nel 1999.
Nell'aprile 2017 è stato annunciato un progetto di restauro ambientale per l'igienizzazione del microclima del Cenacolo. Il progetto sarà finanziato per un milione di euro da Eataly e per 1,2 milioni da fondi statali.

## Descrizione e stile

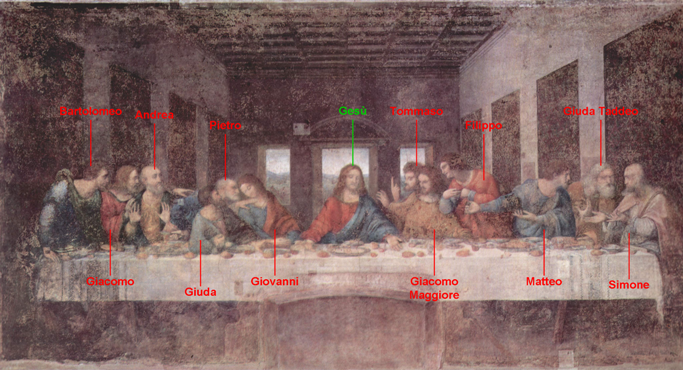
Ricostruzione dei personaggi.

Il dipinto si basa sul Vangelo di Giovanni 13:21, nel quale Gesù annuncia che verrà tradito da uno dei suoi apostoli. L'opera si basa sulla tradizione dei cenacoli di Firenze, ma come già Leonardo aveva fatto con l'Adorazione dei Magi, l'iconografia venne profondamente rinnovata alla ricerca del significato più intimo ed emotivamente rilevante dell'episodio religioso. Leonardo infatti studiò i "moti dell'animo" degli apostoli sorpresi e sconcertati all'annuncio dell'imminente tradimento di uno di loro.
Appunti sulla composizione del Cenacolo
«Uno, che beveva, lascia la zaina nel suo sito, e volge la testa inverso il proponitore. Un altro tesse le dita delle sue mani insieme, e con rigide ciglia si volta al compagno; l'altro, colle mani aperte, mostra le palme di quelle, e alza la spalla inverso li orecchi, e fa la bocca della meraviglia. Un altro parla nell'orecchio all'altro, e quello che l'ascolta si torce inverso lui, e gli porge li orecchi, tendendo un coltello nell'una mano e nell'altra il pane, mezzo diviso da tal coltello. L'altro, nel voltarsi, tenendo un coltello in mano, versa con tal mano una zaina sopra della tavola. L'altro posa le mani sopra della tavola e guarda, l'altro soffia nel boccone, l'altro si china per vedere il proponitore, e fassi ombra colla mano alli occhi, l'altro si tira indirieto a quel che si china, e vede il proponitore infra 'l muro e 'l chinato.»

### L'ambientazione e la figura di Cristo
Dentro la scatola prospettica della stanza, rischiarata da tre finestre sul retro e con l'illuminazione frontale da sinistra che corrispondeva all'antica finestra reale del refettorio, Leonardo ambientò in primo piano la lunga tavola della cena, con al centro la figura isolata di Cristo, dalla forma pressoché piramidale per le braccia distese. Egli ha il capo reclinato, gli occhi socchiusi e la bocca appena discostata, come se avesse appena finito di pronunciare la fatidica frase.

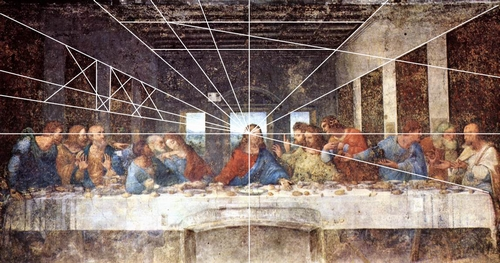
Linee prospettiche e compositive del Cenacolo.

Col suo gesto di rassegnazione, Gesù costituisce l'asse centrale della scena compositiva: non solo delle linee dell'architettura (evidente nella fuga di riquadri scuri ai lati, forse arazzi), ma anche dei gesti e delle linee di forza degli apostoli. Ogni particolare è curato con estrema precisione e le pietanze e le stoviglie presenti sulla tavola concorrono a bilanciare la composizione.
Dal punto di vista geometrico l'ambiente, pur essendo semplice, è calibrato. Attraverso elementari espedienti prospettici (la quadratura del pavimento, il soffitto a cassettoni, gli arazzi appesi alle pareti, le tre finestre del fondo e la posizione della tavola) si ottiene l'effetto di sfondamento della parete su cui si trova il dipinto, tale da mostrarlo come un ambiente nell'ambiente del refettorio stesso, una sorta di raffinato trompe l'oeil. La luce proviene da sinistra, e in effetti in quel lato si aprono le uniche finestre che illuminano l'ambiente. Il chiarore illusorio proveniente dal fondo, invece, dona a Cristo un isolamento sovrannaturale e al tempo stesso determina un effetto di controluce.
Secondo uno studio recente, il paesaggio che si intravede dalle finestre potrebbe essere un luogo ben preciso, appartenente al territorio dell'alto Lario.

### Gli apostoli

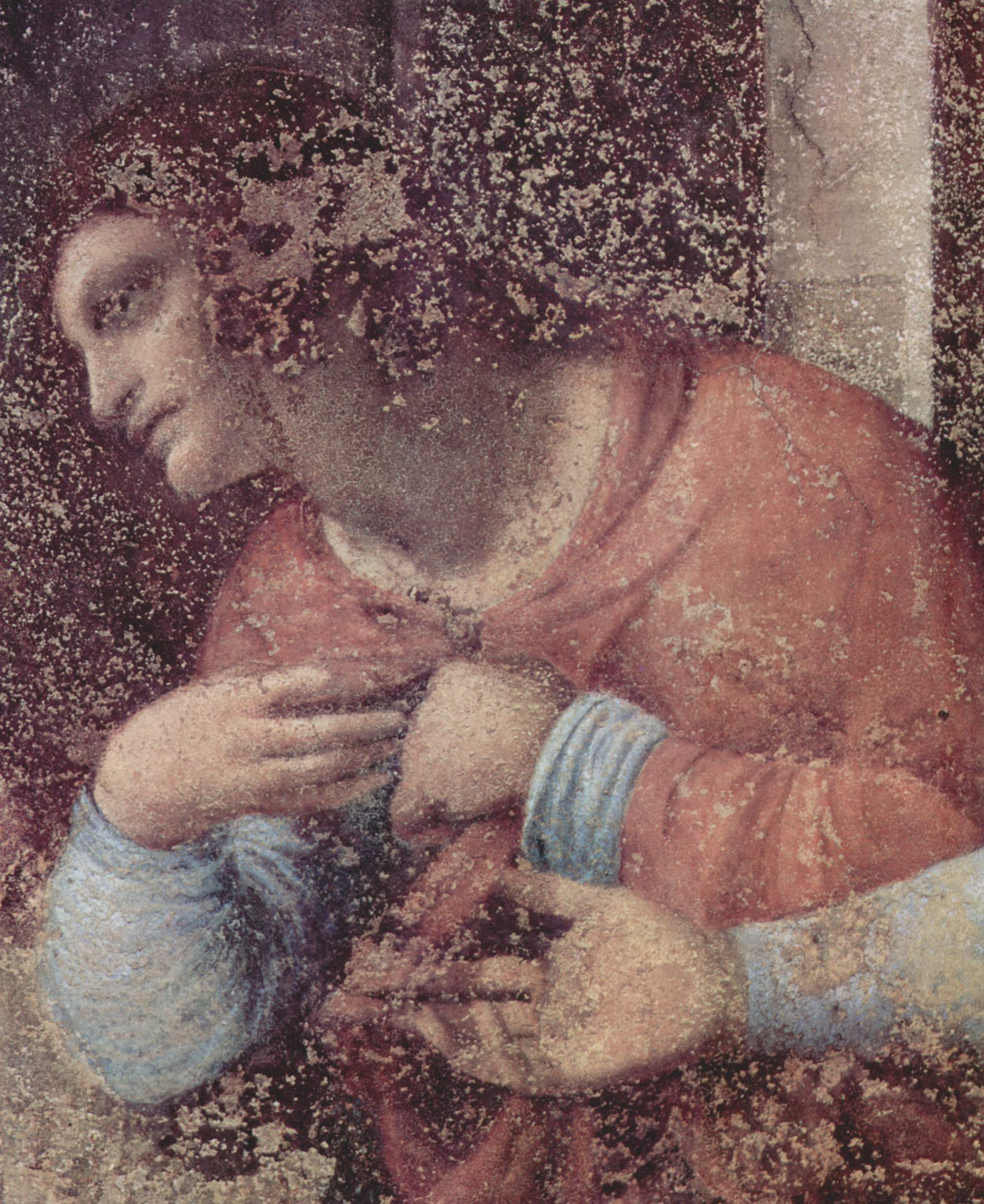
Filippo apostolo.

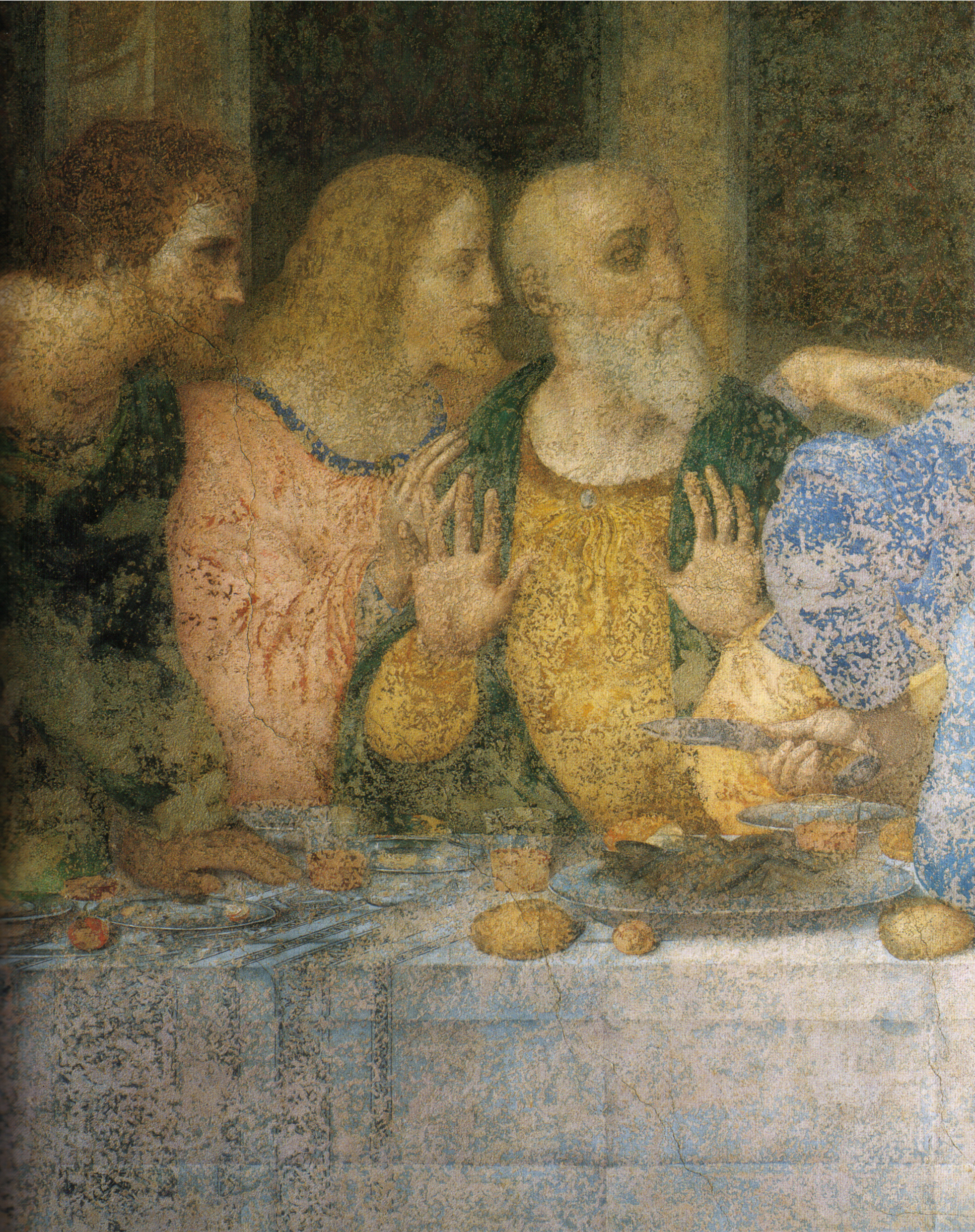
Da sinistra: Bartolomeo, Giacomo Minore e Andrea.

Attorno a Cristo gli apostoli sono disposti in quattro gruppi di tre, diversi, ma equilibrati simmetricamente. L'effetto che ne deriva è quello di successive ondate che si propagano a partire dalla figura del Cristo, come un'eco delle sue parole che si allontana generando stati d'animo più forti ed espressivi negli apostoli vicini, più moderati e increduli in quelli alle estremità. Ogni singola condizione psicologica è approfondita, con le sue peculiari manifestazioni esteriori (i "moti dell'animo"), senza però compromettere mai la percezione unitaria dell'insieme.
Pietro (quarto da sinistra) con la mano destra impugna il coltello, come in moltissime altre raffigurazioni rinascimentali dell'ultima cena, e, chinandosi impetuosamente in avanti, con la sinistra scuote Giovanni chiedendogli "Di', chi è colui a cui si riferisce?" (Gv. 13,24). Giuda, davanti a lui, stringe la borsa con i soldi ("tenendo Giuda la cassa" si legge in Gv. 13,29), indietreggia con aria colpevole e nell'agitazione rovescia la saliera. All'estrema destra del tavolo, da sinistra a destra, Matteo, Giuda Taddeo e Simone esprimono con gesti concitati il loro smarrimento e la loro incredulità. Giacomo il Maggiore (quinto da destra) spalanca le braccia attonito; vicino a lui Filippo porta le mani al petto, protestando la sua devozione e la sua innocenza.
La probabilità che certi particolari della composizione possano essere stati suggeriti dai domenicani (forse dallo stesso priore Vincenzo Bandello) è data dal fatto che questo ordine religioso dava grande importanza all'idea del libero arbitrio: l'uomo non sarebbe predestinato al bene o al male ma può scegliere tra le due possibilità. Giuda infatti nel dipinto di Leonardo è raffigurato in modo differente dalla grande maggioranza delle ultime cene dell'epoca, dove lo si vede da solo, al di qua del tavolo. Leonardo raffigura invece Giuda assieme agli altri apostoli, e così aveva fatto pure il domenicano Beato Angelico, nell'Ultima Cena dell'Armadio degli Argenti esposta al Museo di San Marco a Firenze, lasciandogli l'aureola al pari degli altri. Altra evidente differenza tra l'opera di Leonardo e quasi tutte le ultime cene precedenti è il fatto che Giovanni non è adagiato nel grembo o sul petto di Gesù (Gv. 13,25) sebbene sia separato da lui, nell'atto di ascoltare la domanda di Pietro, lasciando così Gesù solo al centro della scena.
Che la scena raffigurata da Leonardo derivi dal quarto vangelo è intuibile, oltre che dal "dialogo" tra Pietro e Giovanni, dalla mancanza del calice sulla tavola. Diversamente dagli altri tre, detti vangeli sinottici, nel quarto non è descritta la scena che viene ricordata durante la Messa al momento della consacrazione: "Poi prese il calice e, dopo aver reso grazie, lo diede loro, dicendo: Bevetene tutti, perché questo è il mio sangue dell'alleanza, versato per molti, in remissione dei peccati" (Matteo 26,27). Giovanni, dopo l'annuncio del tradimento, scrive invece così: "Vi do un comandamento nuovo: che vi amiate gli uni gli altri; come io ho amato voi, così amatevi anche voi gli uni gli altri" (Gv. 13,34). In ogni caso, la mano sinistra di Cristo punta verso del pane, mentre la mano destra è orientata verso un bicchiere contenente del vino.

### Le lunette

Le tre lunette sopra il Cenacolo.

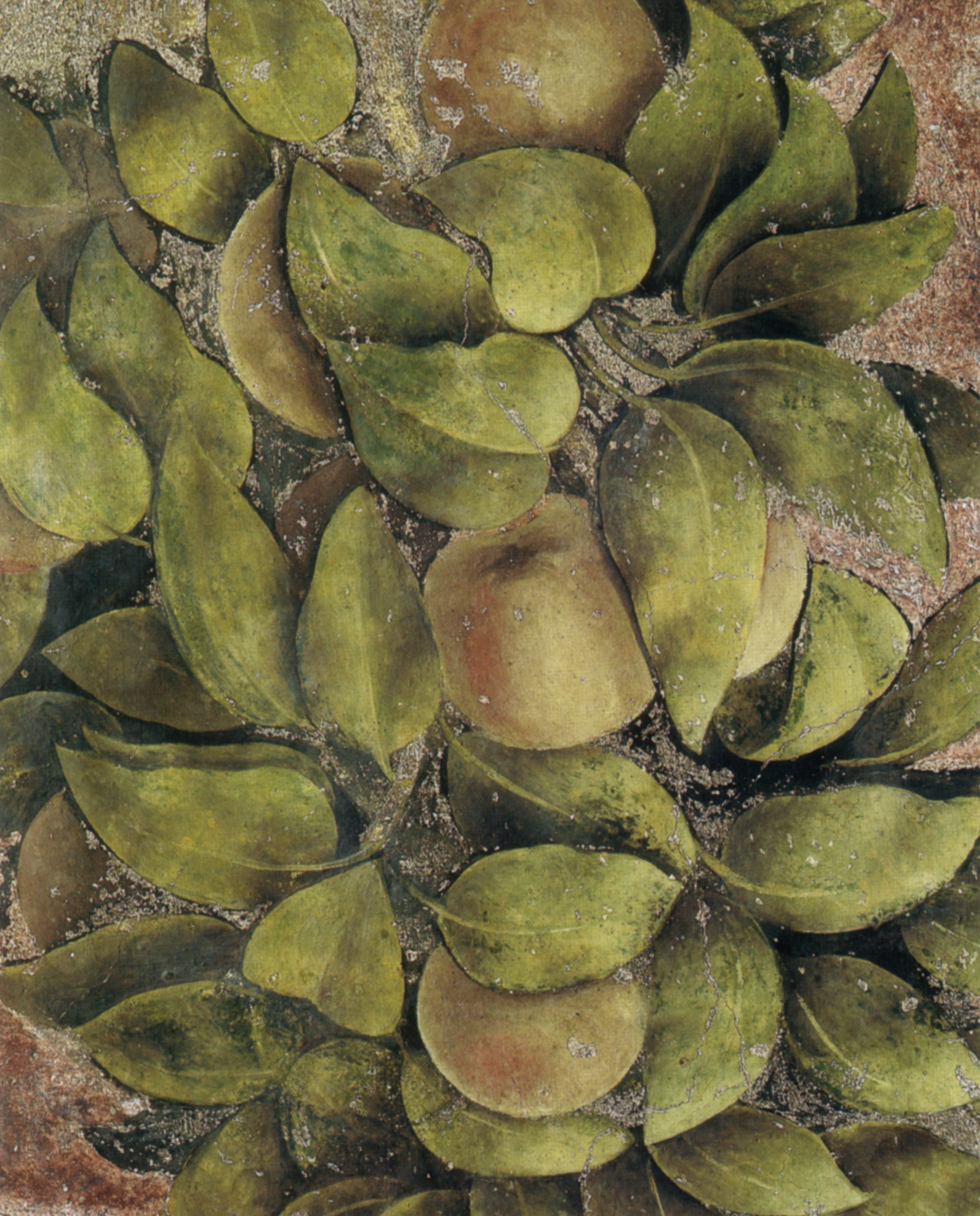
Dettaglio di una ghirlanda nelle lunette.

Sopra l'Ultima Cena si trovano, oltre una cornice baccellata all'antica, tre lunette, in larga parte autografe. Esse contengono stemmi degli Sforza entro ghirlande di frutta, fiori e foglie, e iscrizioni su sfondo rosso; la lunetta centrale in particolare, di dimensione maggiore di quelle laterali, è in uno stato di conservazione buono, con una precisa descrizione delle specie botaniche. In questa si è scoperto, grazie a un restauro digitale del dipinto, effettuato dal centro ricerche Leonardo, anche in base al ritrovamento di alcuni bozzetti inediti dell'opera, quello che si ritiene essere il drago simbolo della famiglia nobiliare, il famoso Biscione. Secondo Mario Taddei, curatore del progetto, sulla base del ritrovamento del disegno preparatorio che lo raffigura, lo si potrebbe invece interpretare come un serpente che striscia verso l'alto quasi a voler uscire dal dipinto. Un serpente che si trova sospeso esattamente sopra la testa del Gesù.

## Nella letteratura

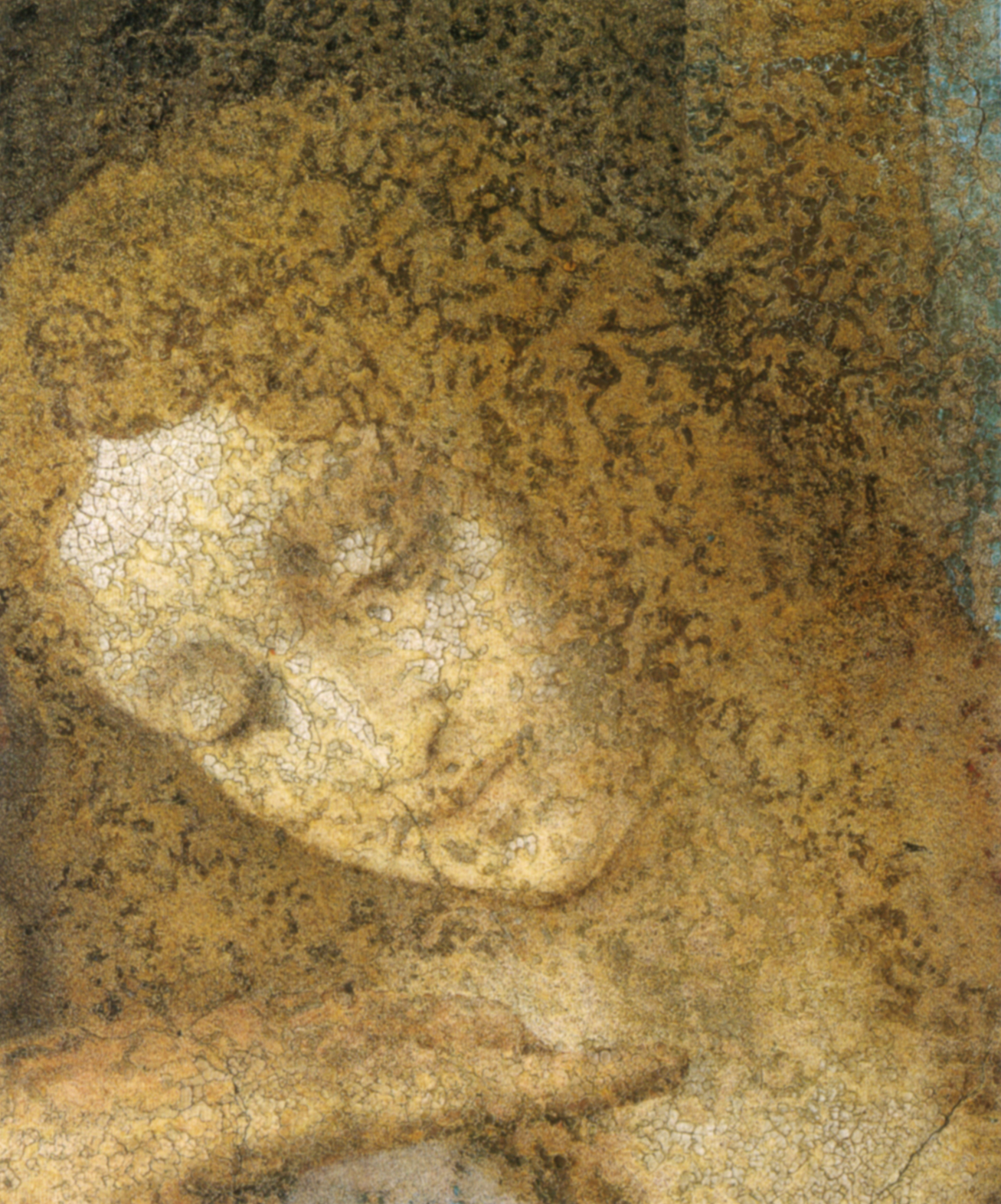
Giovanni, per Dan Brown Maria Maddalena.

Una lettura romanzata, e dunque ben lungi dal pretendere di essere un'ipotesi storica, è presentata dal popolare romanzo giallo Il codice da Vinci dello scrittore Dan Brown. Nel romanzo, ove si fantastica un irreale significato esoterico del dipinto, il discepolo alla destra di Gesù Cristo sarebbe da interpretare come una donna, con cui Leonardo avrebbe voluto rappresentare Maria Maddalena. Nella narrazione alcuni particolari del dipinto, quali l'opposta colorazione degli abiti di Gesù e della presunta Maria Maddalena, l'assenza dell'unico calice citato nel Nuovo Testamento, la mano posata sul collo della presunta donna e infine la presenza di un braccio con la mano che impugna un coltello e che si dice non appartenga ad alcun soggetto ritratto nel quadro, sono utilizzati per cercare di dimostrare che Maria Maddalena fosse la possibile moglie di Gesù, ipotesi respinta dalla Chiesa, in quanto priva di alcuna prova o fondamento.
Questa fantasiosa interpretazione del dipinto, da taluni fatta passare come scientifica, è confutabile attraverso un'attenta analisi dell'opera, basata sull'episodio dell'Ultima cena narrato nel vangelo di Giovanni. Il coltello è infatti impugnato da Pietro, così come in innumerevoli altri dipinti rinascimentali con questo stesso soggetto (Domenico Ghirlandaio, Luca Signorelli, il Perugino, Andrea del Castagno, Jacopo Bassano, Jaume Huguet, Giovanni Canavesio, solo per citarne alcuni) in diretto rapporto con la scena successiva, in cui l'apostolo taglierà l'orecchio a Malco, il servo del Gran Sacerdote (Gv 18:10). In questo caso Pietro tiene il braccio piegato dietro la schiena, col polso appoggiato all'anca, posa riscontrabile in tutte le copie dell'Ultima cena e in uno schizzo dello stesso Leonardo.
Del calice col vino non si fa parola nel vangelo di Giovanni, nel quale non è neppure narrata l'istituzione dell'Eucaristia; la mano di Pietro posata sulla spalla di Giovanni è il gesto narrato nello stesso quarto vangelo, in cui si legge che Pietro fa un cenno all'apostolo più giovane e gli chiede chi possa essere il traditore (Gv 13:24). L'aspetto di Giovanni infine fa parte dell'iconografia dell'epoca, riscontrabile in tutte le "ultime cene" dipinte da altri artisti tra il XV e il XVI secolo, in cui si rappresentava l'apostolo più giovane (il "prediletto" secondo lo stesso quarto vangelo) come un adolescente dai capelli lunghi e dai lineamenti dolci. In particolare ricordiamo che nella Legenda Aurea di Jacopo da Varazze, Giovanni viene descritto come un "giovane vergine" il cui nome significa: "in lui fu la grazia: in lui infatti ci fu la grazia della castità del suo stato virginale".
Anche la mancanza delle aureole, che a certi scrittori di mistero è parsa "sospetta", in realtà non ha nessuna valenza eretica. Tanti altri artisti prima di Leonardo, soprattutto di area nord-europea, avevano omesso le aureole nelle loro opere di soggetto sacro. Un esempio famoso è l'Ultima Cena dell'olandese Dieric Bouts, dipinta attorno al 1465. Tra gli artisti italiani che spesso hanno tralasciato le aureole possiamo citare Giovanni Bellini e Antonello da Messina.
Riguardo all'ipotesi che San Giovanni sia in realtà la Maddalena si è espresso in maniera positiva il premio Nobel per la letteratura Dario Fo.